# Филлипс, Джон Линч
Джон Линч Филлипс (англ. John Lynch Phillips, р. 15 апреля 1951, Форт-Бельвуар, Вирджиния, США) — американский астронавт НАСА, бортинженер, доктор наук (геодезия), капитан ВМС США. 404 астронавт Мира, 255 астронавт США.
Совершил 3 полёта (STS-100 (2001), Союз ТМА-6 (2005), STS-119 (2009)) общей продолжительностью 203 сут. 17 час 23 мин. 04 сек. Принимал участие в миссии МКС-11 (15 апреля 2005 — 11 октября 2005). Во время которой совершил выход в открытый космос (18 августа, с 19:02 по 23:59) совместно с Сергеем Крикалёвым общей продолжительностью 4 часа 58 минут.

## Биография
Джон Филлипс родился 15 апреля 1951 года в городе Форт-Бельвуар, штат Вирджиния однако своим родным городом считает Скоттсдейл, штат Аризона, где в 1966 году он окончил среднюю школу.
В 1972 году получил две степени бакалавра — по математике и русскому языку в Академии ВМС США.
Состоял на воинской службе в ВМС США с 1972 по 1982 годы.
В 1974 году получил степень магистра по аэронавтике в Университете Западной Флориды.
В 1984 году получил степень магистра по геодезии в Калифорнийском университете, а в 1987 году в том же университете получил звание доктора наук по геодезии.
Женат на Лауре Джейн Доэлл, у них двое детей. Увлекается фитнесом, плаванием на каяке, лыжами, туризмом.

### Воинская служба
В 1972 году поступил на действительную службу в ВМС США. После окончания курсов пилотов морской авиации в ноябре 1974 года получил квалификацию пилота ВМС.
Прошёл подготовку к пилотированию A-7 Corsair на авиационной базе ВМС США Лемур (Naval Air Station Lemoore) в Калифорнии.
Служил в 155-й штурмовой эскадрилье (Attack Squadron 155). В составе эскадрильи принимал участие в боевых походах на борту авианосцев ВМС США USS Oriskany и USS Roosevelt.
Служил в вербовочном пункте в городе Олбани (Albany), штат Нью-Йорк.
Служил на авиационной базе ВМС США Норд Айленд (Naval Air Station North Island) в Калифорнии, где летал на самолёте CT-39 Sabreliner.
Общий налёт составляет более 4400 часов. Выполнил 250 посадок на авианосец.
Ушел в резерв с действительной воинской службы в 1982 году.

### Профессиональная деятельность
Принимал участие в обработке данных АМС «Пионер-Венера» (Pioneer-Venus).
С 1989 года работал исследователем в Лос-Аламосской национальной лаборатории (Los Alamos National Laboratory) в Нью-Мексико.
В 1993—1996 годах был научным руководителем эксперимента по солнечному ветру и плазме на АМС «Улисс» (Ulysses).

### Космическая подготовка
Подавал заявление в отряд астронавтов в 1994 году, во время 15-го набора НАСА и был в числе 122 финалистов. Проходил медицинское обследование и собеседование в центре Джонсона с 26 июня 1994 года (в составе 1-й группы кандидатов), но отобран не был.
1 мая 1996 года отобран в качестве кандидата в астронавты 16-го набора НАСА. Прошёл двухлетний курс ОКП. По окончании её получил квалификацию специалиста полёта и назначение в Отдел астронавтов НАСА.

## Космические полёты

### Первый полет
С 19 апреля по 1 мая 2001 года в качестве специалиста полёта в экипаже шаттла Endeavour STS-100.
Основная задача полёта — доставка на МКС различных грузов в итальянском модуле снабжения «Рафаэлло».
Продолжительность полёта составила 11 суток 21 час 31 минута 14 секунд.

### Второй полёт
Стартовал 15 апреля 2005 года (в 04:46:25 мск) в качестве бортинженера экипажа 11-й основной экспедиции МКС (МКС-11) и бортинженера-2 корабля «Союз ТМА-6» (11Ф732 № 216). Стыковка со станцией произошла 17 апреля 2005 года в 06:20 мск. В 08:46 мск экипаж перешёл на борт станции.
Во время полёта впервые в истории выступил на слушаниях Конгресса, находясь на космической станции, прошедших в подкомитете Конгресса по космонавтике и аэронавтике, посвящённые реформам в НАСА и работе США в проекте МКС.

#### Выход в космос
Во время полёта осуществил один выход в открытый космос:
18 августа 2005 года — продолжительностью 4 часа 57 минут. Выход начался 18 августа 2005 года в 19:02 UTC (23:02 мск), возвращение на станцию произошло 18 августа в 23:59 UTC (19 августа в 03:59 мск).
Основные задачи:
- Снятие контейнера № 1 оборудования «Биориск-МСН» с модуля «Пирс»;
- Демонтаж панели № 3 аппаратуры MPAC&SEED и антропоморфного фантома «Матрешка-Е»;
- Установка резервной телекамеры и замена съёмной кассеты-контейнера СКК № 3-СМ на СКК № 5-СМ на служебном модуле «Звезда».

10 октября 2005 года в 22.44 мск были закрыты люки спускаемого аппарата космического корабля. Расстыковка корабля и станции была произведена в 1.49 мск, на 9 минут позже запланированного. В 04:19 мск двигатели корабля были включены на торможение. Мягкая посадка произведена в 05:09 мск в 57 км северо-восточнее города Аркалык.
Продолжительность полёта составила 179 суток 0 часов 22 минуты 35 секунд.

### Третий полёт
Стартовал 15 марта 2009 года в 23:43:44 UTC (16 марта 02:43:44 мск) в качестве специалиста полёта шаттла Discovery STS-119.
Стыковка с МКС произведена 17 марта 2009 года в 21:19:53 UTC (18 марта в 00:19:53 мск).
25 марта 2009 года в 19:53:44 UTC (22:53:44 мск) шаттл Discovery отстыковался от МКС и отправился в автономный полет.
Посадка была произведена 28 марта на посадочную полосу 15 (Runway 15) космодрома на мысе Канаверал во Флориде. Задние колеса шаттла коснулись посадочной полосы 28 марта 2009 года в 19:13:25 UTC (22:13:25 мск), переднее колесо — в 19:13:40 UTC (22:13:40 мск). Полностью шаттл остановился в 19:14:45 UTC (22:14:45 мск).
Продолжительность полёта составила 12 суток 19 часов 29 минут 41 секунду.

### Завершение карьеры в НАСА
В январе 2011 года появилось сообщение о его переводе в категорию астронавтов-менеджеров и переходе на работу в Центр космических исследований им. Джонсона (Lyndon B. Johnson Space Center) в Техасе. В августе 2011 года ушёл из НАСА и покинул категорию астронавтов-менеджеров (пресс-релиз НАСА J11-018 от 03.08.11).

## Публикации
Автор более 156 публикаций в области изучения плазменной среды вокруг различных космических объектов.

## Награды
- Медаль «За заслуги в освоении космоса» (12 апреля 2011 года, Россия) — за большой вклад в развитие международного сотрудничества в области пилотируемой космонавтики[2].

Награждён медалью НАСА за космический полет с звездой повторного награждения, медалью «За выдающуюся службу» (НАСА)
Различными военными наградами (Медаль за службу национальной обороне (США) и др.)